# ROMO

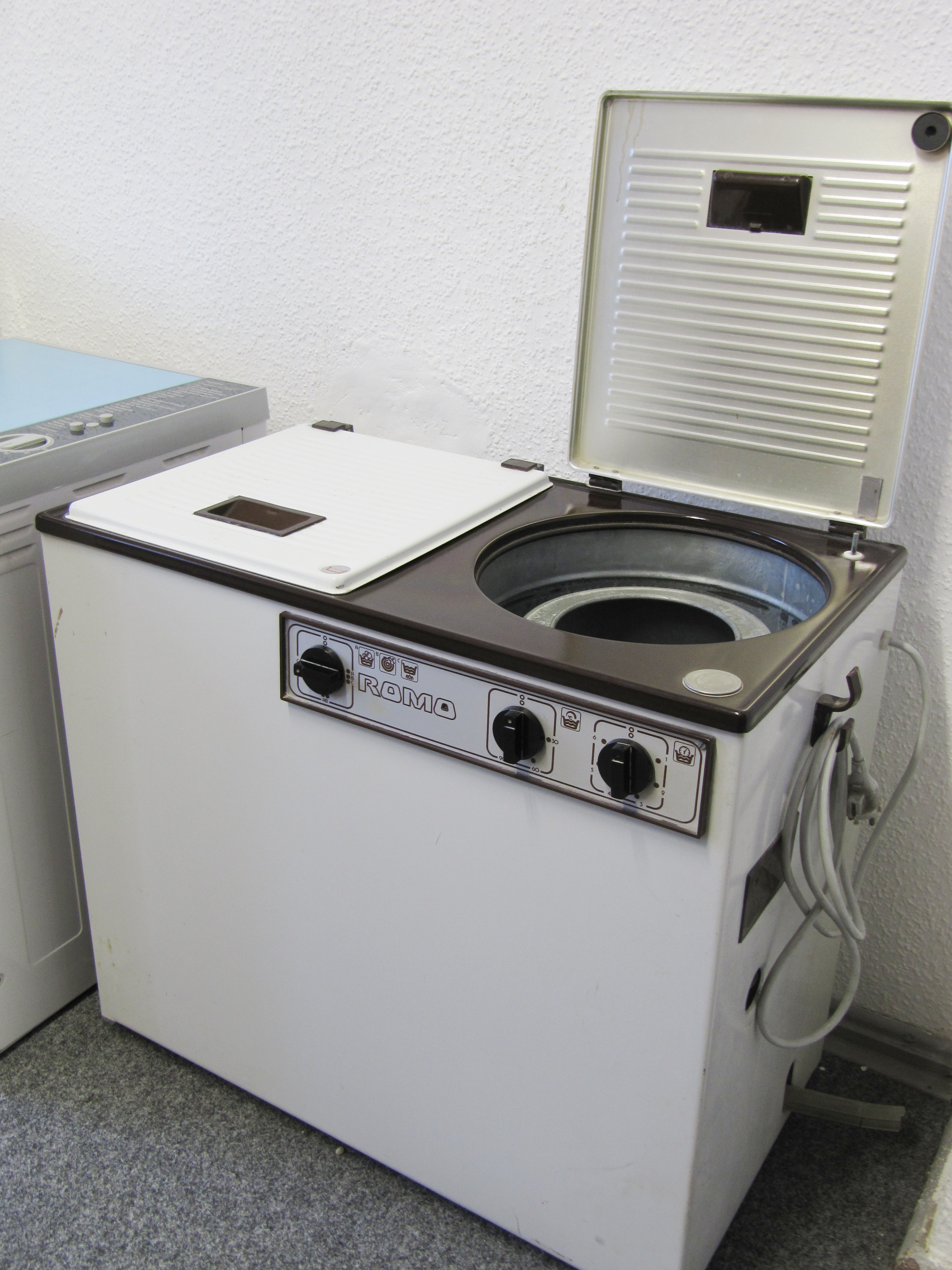
Pračka ROMO se ždímačkou (rok výroby neurčen)

ROMO akciová společnost byla společnost ve Fulneku, která vyráběla pračky. V dobách největší slávy zaměstnávala až 2500 zaměstnanců. Výroba skončila v roce 2003, předlužená společnost zkrachovala v roce 2004 a zanikla v roce 2010. Ochrannou známku Romo používá společnost R - FIN s.r.o.

## Vznik
Po 2. světové válce se do firem patřících původně majitelům německé národnosti dosazovali národní správci.Jedním z těchto správců byl i Karel Nenička (* 9. 11. 1917), vyučený elektrikář, který začal vést elektrodílnu na adrese Palackého 313 ve Fulneku. Dílna opravující elektrospotřebiče a elektroinstalace prosperovala; v roce 1948 již měla kolem 50 zaměstnanců, a tak byla znárodněna dle zákonů komunistického státu. Dosavadní správce spolupracoval, a tak se stal nejen vedoucím nově vzniklého Komunálního podniku, ale obdržel i vysoká vyznamenání: Vyznamenání za zásluhy (č. 2566) a Řád práce (č. 4154). Komunální podnik pokrýval celou řadu služeb. Dominantní se časem stala výroba součástek pro montáž veřejných rozhlasů a veřejného osvětlení. Činnost montáže rozhlasů se vydělila[kdy?] a vzniklý podnik dostal jméno Rozhlasové montáže Fulnek, zkráceně ROMO Fulnek.

## Milníky firmy
- V roce 1953 začala výroba pračky Kladena, jejíž know-how bylo převzato.[zdroj?]
- V roce 1954 začala výroba pračky R-54, která byly zkonstruována v podniku. Její přední stranu zdobila silueta fulnecké radnice.[zdroj?]
- v roce 1955 bylo vyrobeno 30 tisíc praček. Velikost výroby se vymykala poslání Komunálního podniku. Následkem toho získala továrna statut Krajského podniku místního hospodářství.[zdroj?]
- V roce 1956 obdržel Romo elektro a kovo kombinát Řád práce.[10] Kombinátem se firma nazývala po včlenění strojíren v Jakubčovicích nad Odrou, Budišově nad Budišovkou a slévárny v Suchdole nad Odrou.
- V roce 1957 začala výroba pračky R-57 na 8 kg suchého prádla.[11]
- V roce 1963 začala výroba velkokapacitní žehlicí soupravy, která prováděla i skládání vyžehlených košil.[zdroj?]
- V roce 1965 vznikl oborový podnik MEOS; ministerstvo vnitra (úsek místního hospodářství) zřídilo oborové ředitelství MEOS (Mechanizace oprav a služeb) ve Fulneku. Ředitelství byly podřízeny podniky Kovo Cheb, Kovo Bzenec a Kovo Beluša.[12] a také Romo, které získalo název Romo, národní podnik, Fulnek. Vyjmenované podniky vyráběly pračky, ždímačky a žehlicí techniku.
- V roce 1967 byla zahájena výroba průmyslových praček na 100 kg suchého prádla.[zdroj?]
- V roce 1968 byla zahájena výroba v areálu bývalých Urxových závodů v Ostravě, katastrální území Zábřeh-Hulváky (600 zaměstnanců v roce 1972).[zdroj?]
- V roce 1969 byla uvedena na trh automatická pračka R-200.[9]
- V roce 1971 byla uvedena na trh automatická pračka RAC-202.[9]
- V roce 1988 se ROMO, národní podnik transformoval na ROMO, státní podnik.[4]
- V roce 1991 proběhla změna právní formy na ROMO, akciová společnost (IČO 00006998). Ta byla privatizována v rámci kupónové privatizace v roce 1994.[13][14]
- V roce 1998 činil podíl společnosti ROMO na trhu bílé techniky v ČR  cca 5 % a v roce 1999 cca 3 %.[15]

## Situace na trhu
O vířivé pračky byl zájem a často nemohla nabídka uspokojit zájem zákazníků. Počátkem 70. let 20. století stály automatické pračky stály cca 6 000 Kčs, tedy téměř trojnásobek průměrné mzdy v ČSSR (zhruba 2 000 Kčs). Z důvodu ceny a konzervativismu zákazníků nebyl o automatické pračky zprvu zájem. Preference zákazníků se rychle změnily a automatické pračky se staly nedostatkovým zbožím.
Sortiment běžných prodejen v Československu se omezoval na automatické pračky značky Tatramat, které byly pověstné svými vibracemi a  automatických praček Romo. Nabídka v obchodech Tuzex nebo Merkuria byla omezená; automatické pračky československých firem nemusely soutěžit se zahraniční konkurencí. Malá konkurenceschopnost byla příčinou ekonomických problémů československých výrobců po roce 1989.[zdroj?]
Značka Romo však měla i po roce 2000 podle spotřebitelského průzkumu dobrou pověst, zejména u starších spotřebitelů. Této skutečnosti využila španělská firma Fagor, která si značku Romo pronajala.[kdy?]

## Ekonomické problémy a zánik
V roce 2002 se předlužená společnost, dlužící přes 440 mil. Kč, s věřiteli dohodla na soudním vyrovnání, podle kterého měla svým věřitelům vyplatit 30 % pohledávek. Po ztroskotání vyrovnání byl v roce 2004 vyhlášen na společnost konkurs; konkursním správcem firmy byl jmenován JUDr. Lubomíra Rokyta.
Výrobu praček přezvala společnost R - FIN s.r.o., kterou v roce 2002 založil dlouholetý ředitel Roma Josef Krystek. Ta si také od Roma pronajala výrobní prostory a převzala podstatnou část zaměstnanců.
V roce 2009 byl zrušen prohlášený konkurs po splnění rozvrhového usnesení a v roce 2010 společnost zanikla.
Ochrannou známku Romo získal v roce 2002 výrobce parket, společnost MAGNUM Int., a.s. (IČO 25511335), a v roce 2007 společnost R - trade, s.r.o. (IČO 26946009). Ochranou známkou používají společnosti R - FIN s.r.o. a ELMAX STORE a.s.

## Firmy se vztahem ROMO Fulnek
- R - FIN s.r.o. je česká firma založená v roce 2000 ředitelem Roma Josefem Krystkem.[25] Vyrábí vířivé pračky a zdravotnická zařízení.[26]

- SOBA International Trading AG je švýcarská firma, pro kterou firma R - FIN s.r.o. vyráběla pračky.[zdroj?]
- VVM – IPSO s.r.o., česká strojírenská společnost založená v roce 1998 ve městě Fulnek. V prvopočátku se společnost zabývala i prodejem velkokapacitní průmyslové prádelenské technologie, který byl ukončen v roce 2015.[27]
- Schump, švýcarský generální importér značky Kenwood Limited prodal firmě know-how na výrobu praček BABYNOVA a EURONOVA[28]
- Primus - belgická firma, která spolupracovala ve Fulneku s firmou Romo; v roce 1998 koupila areál Tatra v Příboru, který se stal novým sídlem firmy.[29]

## Vzpomínky
Občanské sdružení Comenius uspořádalo v září 2009 ve volnočasovém salonku Městského kulturního centra Fulnek  výstavu "60 let ROMO Fulnek".
Výrobky ROMO jsou vystaveny v Městském muzeu a galerii ve Svitavách.

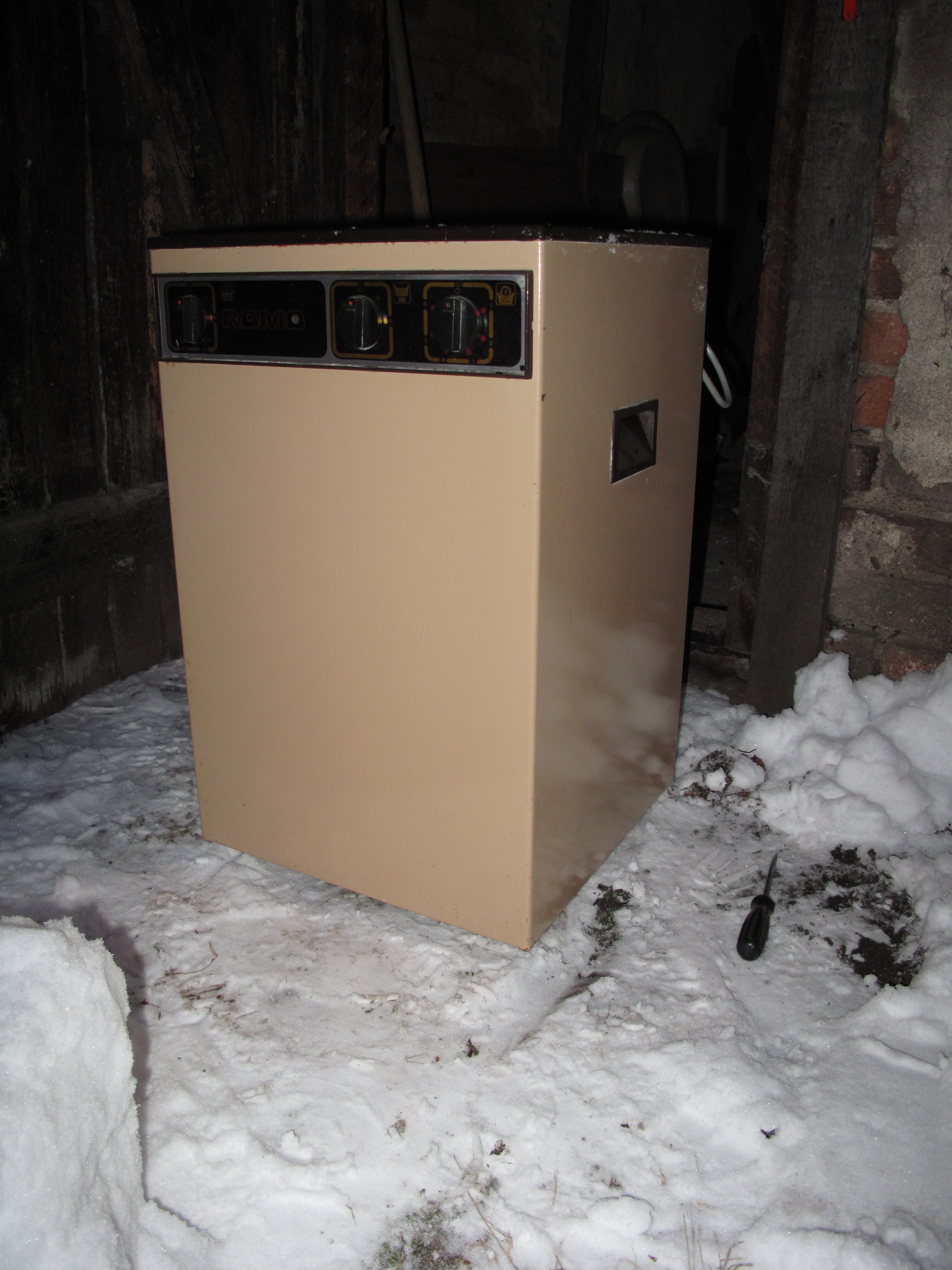
Romo R 190

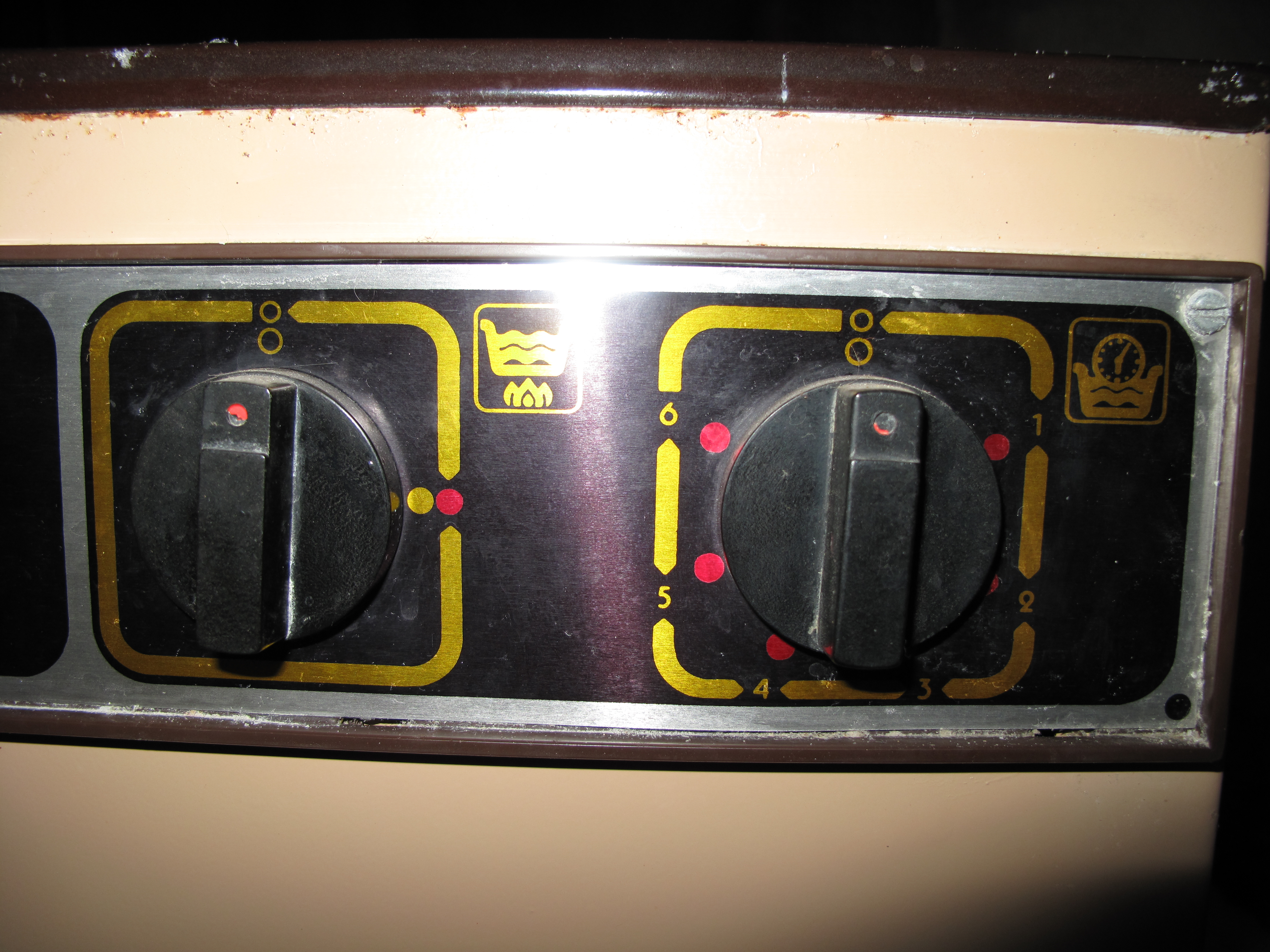
Romo R 190 ovládání

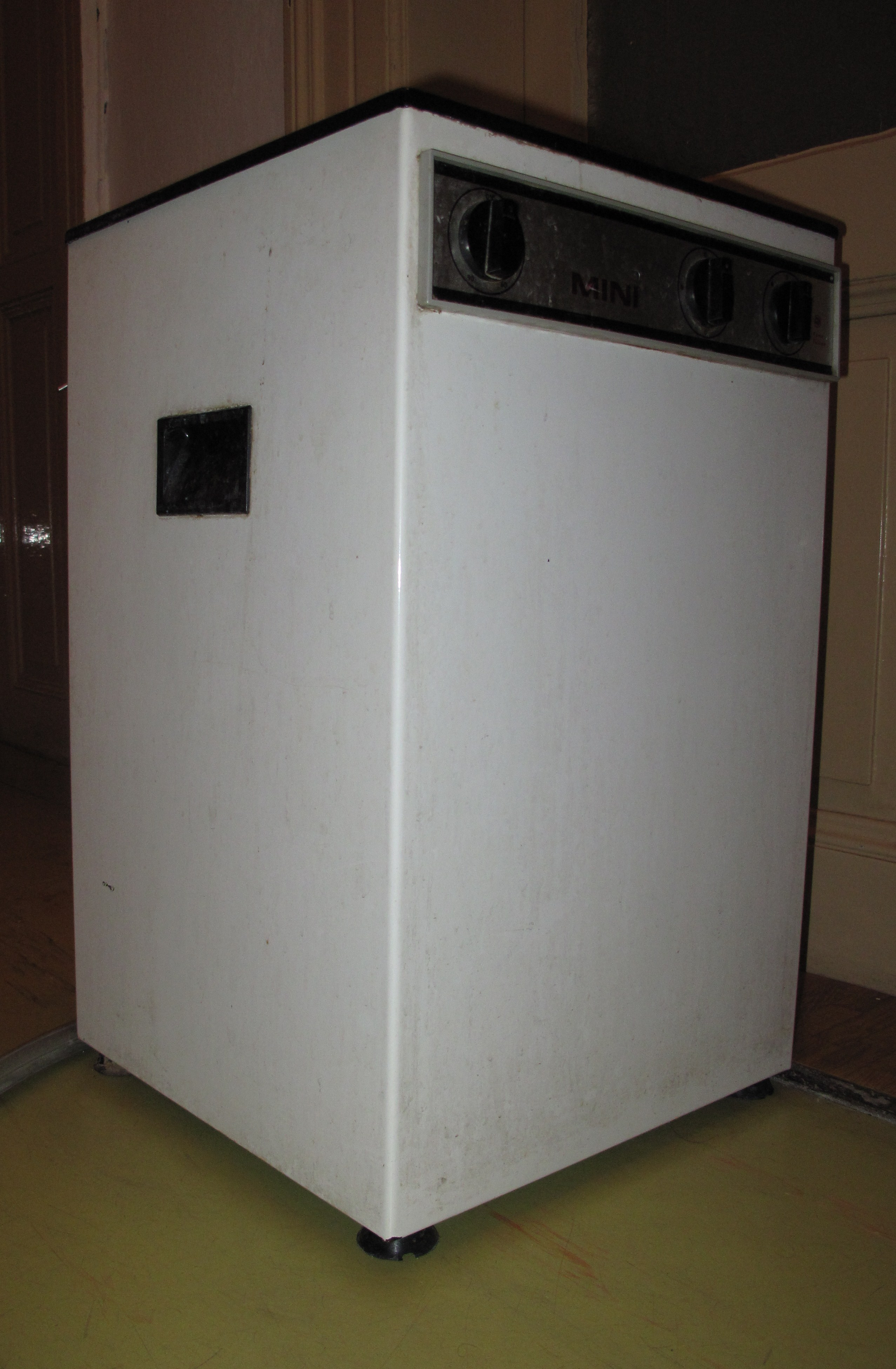
ROMO Mini - vířivá pračka